# Valeria oleagina
Valeria oleagina là một loài bướm đêm trong họ Noctuidae.

## Hình ảnh

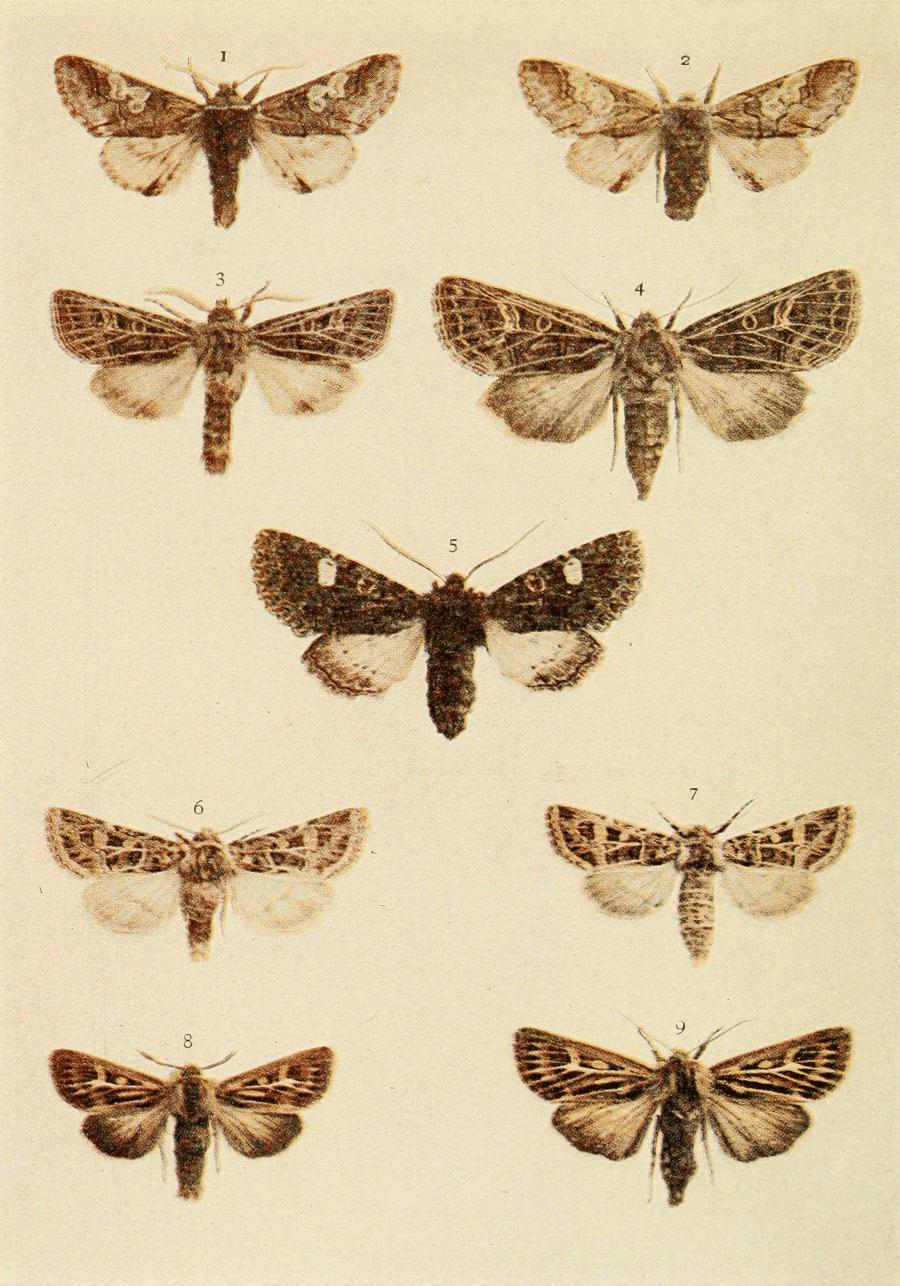